# Mistrovství světa v boxu 2015
XVIII. mistrovství světa v boxu proběhlo v Dauhá, Katar ve dnech 6. až 15. října 2015. Organizátorem turnaje mistrovství světa byla International Boxing Association (AIBA).
Mistrovství světa bylo zároveň kvalifikačním turnajem (1. fáze) na olympijské hry v Riu v roce 2016.

## Česká stopa
Šéftrenér reprezentace: Vasilij Larionov
Na mistrovství světa startoval za Česko 1 boxer:
- −64 kg: Zdeněk Chládek (* 1990) z SKP Sever Ústí nad Labem

## Výsledky
| Muži   | Zlato                     | Stříbro                      | Bronz                       | Bronz                  |
| ------ | ------------------------- | ---------------------------- | --------------------------- | ---------------------- |
| –48 kg | Joahnys Argilagos (CUB)   | Vasilij Jegorov (RUS)        | Rogen Ladon (PHI)           | Dmytro Zamotajev (UKR) |
| –52 kg | Elvin Mamišzada (AZE)     | Yosvany Veitía (CUB)         | Chu Ťien-kuan (CHN)         | Mohamed Flissí (ALG)   |
| –56 kg | Michael Conlan (IRL)      | Murodjon Ahmadaliyev (UZB)   | Shiva Thapa (IND)           | Dmitrij Asanov (BLR)   |
| –60 kg | Lázaro Álvarez (CUB)      | Albert Selimov (AZE)         | Elnur Abduraimov (UZB)      | Robson Conceição (BRA) |
| –64 kg | Vitalij Dunajcev (RUS)    | Fazliddin Gʻoibnazarov (UZB) | Yasniel Toledo (CUB)        | Wuttichai Masuk (THA)  |
| –69 kg | Mohamed Rabí (MAR)        | Danijar Eleusinov (KAZ)      | Parviz Bagirov (AZE)        | Liou Wej (CHN)         |
| –75 kg | Arlen López (CUB)         | Bektemir Meliqoʻziyev (UZB)  | Husajn Bakrabidajn (EGY)    | Michael O'Reilly (IRL) |
| –81 kg | Julio César La Cruz (CUB) | Joseph Ward (IRL)            | Elshod Rasulov (UZB)        | Pavel Siljagin (RUS)   |
| –91 kg | Jevgenij Tiščenko (RUS)   | Erislandy Savón (CUB)        | Abdulkadir Abdullajev (AZE) | Gevorg Manukjan (UKR)  |
| +91 kg | Tony Yoka (FRA)           | Ivan Dyčko (KAZ)             | Bahodir Jalolov (UZB)       | Joseph Joyce (GBR)     |

## Medailová bilance
V boxu se rozdělilo celkem 10 sad medailí.
| Pořadí | Stát                     |       | Muži    | Muži  | Muži | Celkem |
| Pořadí | Stát                     | Zlato | Stříbro | Bronz |      | Celkem |
| ------ | ------------------------ | ----- | ------- | ----- | ---- | ------ |
| 1.     | Kuba (CUB)               |       | 4       | 2     | 1    | 7      |
| 2.     | Rusko (RUS)              |       | 2       | 1     | 1    | 4      |
| 3.     | Ázerbájdžán (AZE)        |       | 1       | 1     | 2    | 4      |
| 4.     | Irsko (IRL)              |       | 1       | 1     | 1    | 3      |
| 5.     | Francie (FRA)            |       | 1       | 0     | 0    | 1      |
| 5.     | Maroko (MAR)             |       | 1       | 0     | 0    | 1      |
| 7.     | Uzbekistán (UZB)         |       | 0       | 3     | 3    | 6      |
| 8.     | Kazachstán (KAZ)         |       | 0       | 2     | 0    | 2      |
| 9.     | Čína (CHN)               |       | 0       | 0     | 2    | 2      |
| 9.     | Ukrajina (UKR)           |       | 0       | 0     | 2    | 2      |
| 11.    | Alžírsko (ALG)           |       | 0       | 0     | 1    | 1      |
| 11.    | Bělorusko (BLR)          |       | 0       | 0     | 1    | 1      |
| 11.    | Brazílie (BRA)           |       | 0       | 0     | 1    | 1      |
| 11.    | Egypt (EGY)              |       | 0       | 0     | 1    | 1      |
| 11.    | Spojené království (GBR) |       | 0       | 0     | 1    | 1      |
| 11.    | Indie (IND)              |       | 0       | 0     | 1    | 1      |
| 11.    | Filipíny (PHI)           |       | 0       | 0     | 1    | 1      |
| 11.    | Thajsko (THA)            |       | 0       | 0     | 1    | 1      |
| Celkem | Celkem                   |       | 10      | 10    | 20   | 40     |

## 1. fáze olympijské kvalifikace
Mistrovství světa bylo zároveň kvalifikačním turnajem na olympijské hry v Riu v roce 2016. V každé váhové kategorii byl různý počet kvalifikačních kvót. V těžkých vahách (+91 a –91) postupovali vítězové, v muších vahách (–49, –52) a polotěžké váze (–81) finalisté, ve zbylých vahách postupovali finalisté a o třetí postupové místo se utkali poražení semifinalisté.